# La Voie (revue)
Pour les articles homonymes, voir La Voie.
La Voie ou Pout’  (Путь) en russe est une revue intellectuelle, "organe de la pensée religieuse russe" en exil. Publiée en russe (dans l'orthographe pré-révolutionnaire)  à Paris de septembre 1925 à mars 1940, elle compte durant cette période 61 numéros, à raison de trois numéros par an, tirés chacun entre 1 000 et 1 200 exemplaires. Elle est dirigée par N. A.  Berdiaev et bénéfice de la collaboration de 127 auteurs.   
Pendant 15 ans, le journal publie des ouvrages philosophiques sur des sujets religieux par des philosophes et théologiens européens, pour la plupart russes (Sergueï Boulgakov, Anton Kartachev, Nicolas Lossky, Georges Florovsky, Siméon Frank, Vladimir Ern) mais également français, allemand ou anglais : Jacques Maritain, Paul Archambault, Hans Philipp Ehrenberg, Raymond De Becker. 